# زیموسترول
زیموسترول (به انگلیسی: Zymosterol) با فرمول شیمیایی C۲۷H۴۴O یک ترکیب شیمیایی با شناسه پاب‌کم ۹۲۷۴۶ است. که جرم مولی آن ۳۸۴٫۶۴ g/mol می‌باشد. 